# Neocardotia
Neocardotia là một chi rêu trong họ Pottiaceae.